# Rafael Masó i Valentí

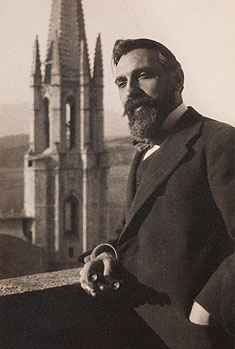
Rafael Masó i Valentí

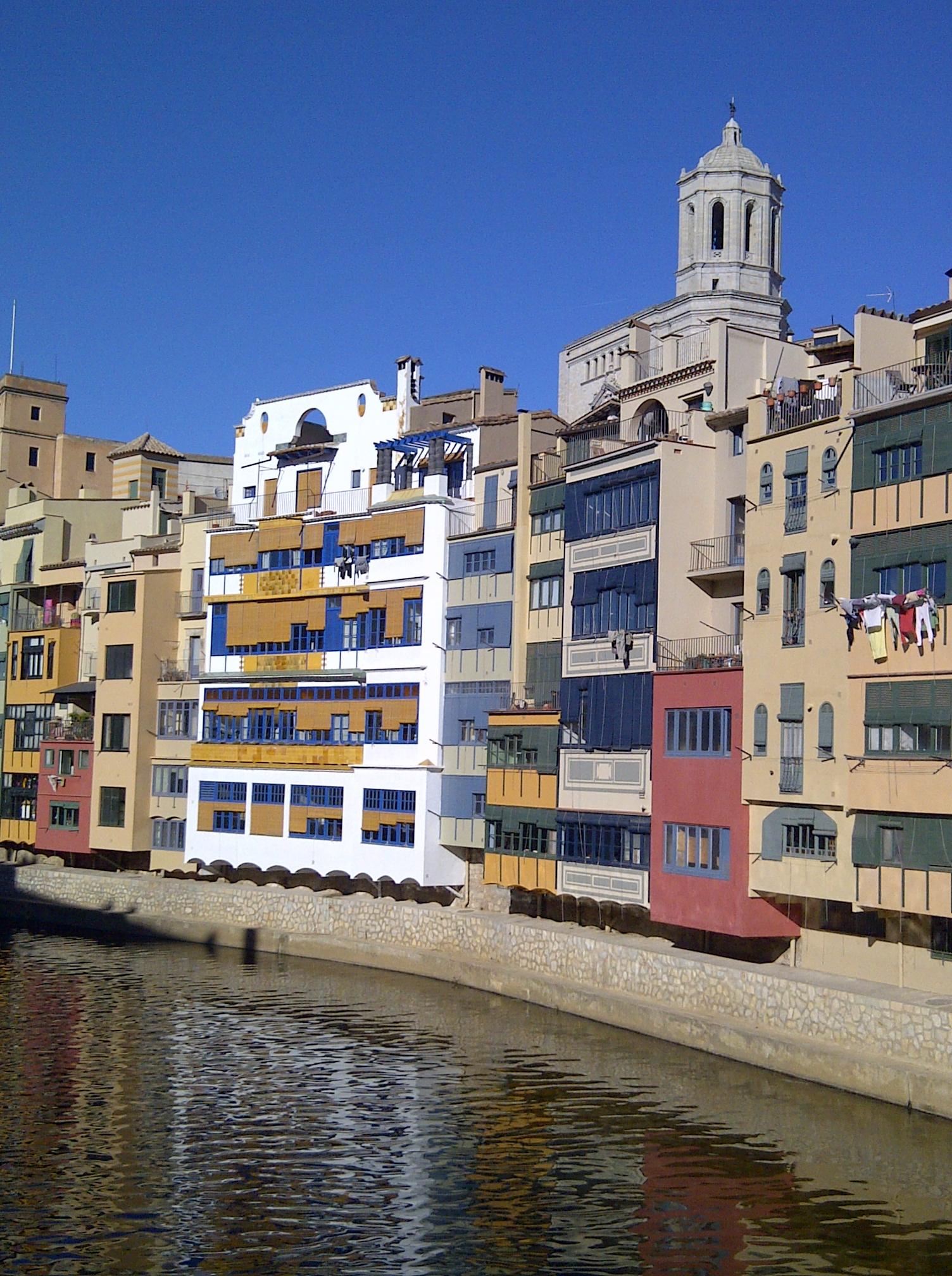
Casa Masó

Rafael Masó i Valentí (* 16. August 1880 in Girona; † 13. Juli 1935 ebenda) war ein katalanischer Architekt des Modernisme (katalanischen Jugendstils) und des Noucentisme (katalanischen Neoklassizismus).

## Leben
Masó wurde in Girona im Schoß einer gebildeten, eher konservativen, katholischen Familie geboren. Die von den literarischen und künstlerischen Interessen des Vaters geprägte kultivierte Atmosphäre des Hauses und die Liebe zur Stadt und ihren Traditionen bestimmten die Persönlichkeit und den Werdegang des späteren Architekten. Als ein Bewunderer von Antoni Gaudí schloss sich Masó während seines Studiums in Barcelona einer Gruppe von Künstlern und Schriftstellern an, die den Noucentisme, eine Alternative zum damals vorherrschenden Modernisme kreierten. Der vom Noucentisme propagierte neue Bürgersinn, der damit einhergehende Katalanismus und der dem Fortschritt verschriebene europäische Geist der Bewegung führten dazu, dass Masó auch als Dichter, Stadtplaner, Politiker und Förderer von Kunst und Literatur in Erscheinung trat.

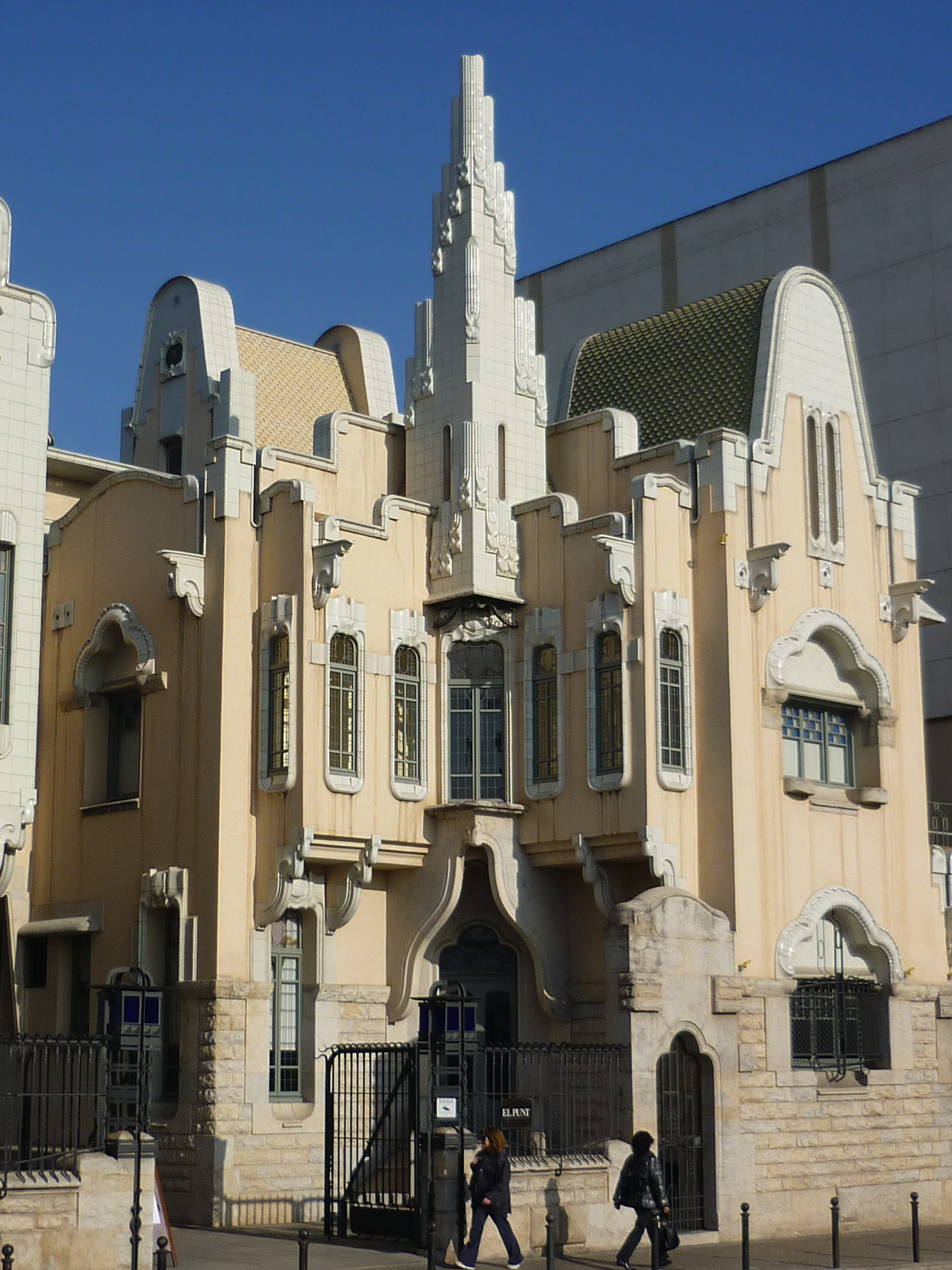
Die Farinera Teixidor – eines der bedeutendsten Bauwerke Masós

In der Casa Masó wohnte Rafael Masó, bis er sich 1912 mit Esperança Bru verheiratete. Im Hinblick auf seine Arbeit beschränkte er sich ganz auf Girona, sodass sich die Mehrzahl der von ihm geschaffenen Gebäude in der Stadt und ihrem unmittelbaren Einzugsbereich befindet. Neben Häusern, Villen und Wohnblöcken entwarf er die unterschiedlichsten Gebäudekomplexe – von Schulen und Hospitälern bis hin zu Fabrikanlagen und Geschäften. Ein weiterer Schwerpunkt seiner Tätigkeit war die Renovierung von alten Bauernhäusern und die Restaurierung von Bauten aus der Zeit des Mittelalters. Zu seinen wichtigsten Werken zählen, in Girona, die Farinera Teixidor (1910), die Casa Masó (1911) und das Kulturzentrum Athenea (1912), in Olot die Casa Masramon (1913), in Sant Feliu de Guíxols die Casa Casas (1914) und die Gartenstadt S’Agaró (1923). Zu Masós Leidwesen waren seine Auftraggeber oft nicht einverstanden mit den von ihm vorgelegten Vorschlägen, sodass diese oftmals kaum über die reine Planungsphase hinauskamen. Beeinträchtigend für seine Arbeit ist ferner, dass etliche Gebäude nach seinem Tod einfach abgerissen oder aber in einer nicht mehr rückgängig zu machenden Art und Weise verändert und umgebaut wurden.

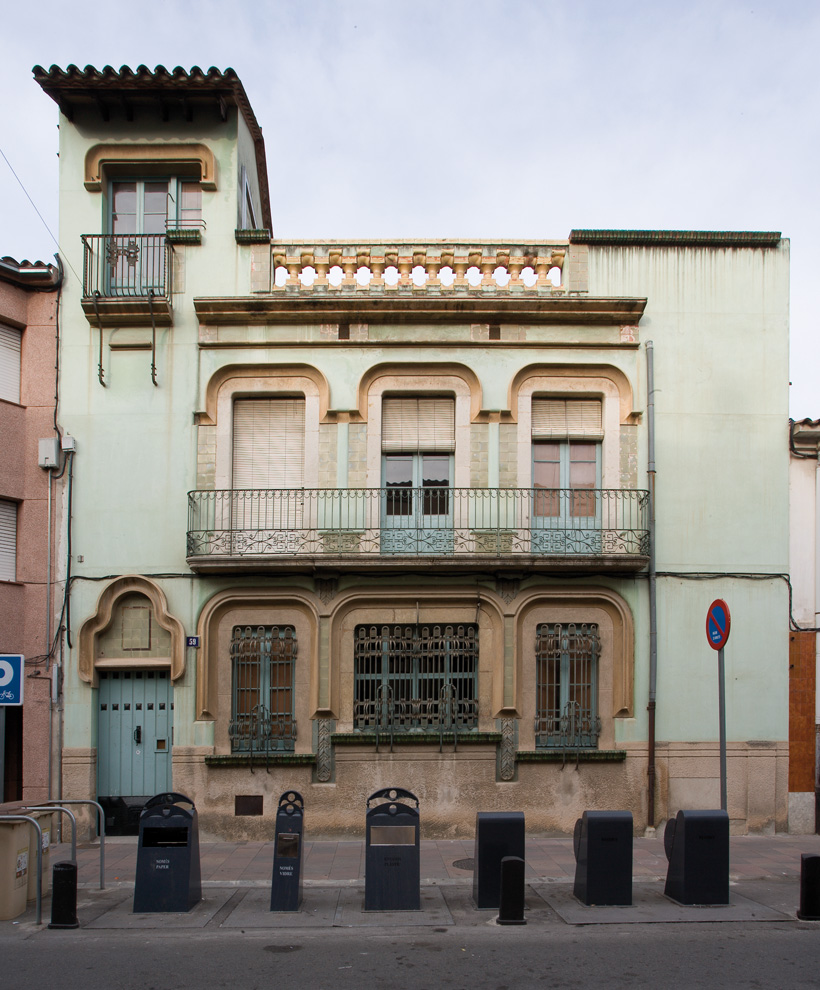
Die Escoles de Sarrià de Ter in Girona

Typisch für Masós Werk ist seine lückenlose Identifizierung mit den vom Noucentisme postulierten Prinzipien der Modernität, die jedoch in keiner Weise mit einem im strengsten Sinne verstandenen Klassizismus zu brechen bereit war und unter bewusster Herausstellung handwerklicher Techniken und Verfahren Formen, Farben und Materialien des heimischen Kulturkreises in sich aufnahm. Stark beeinflusst von der englischen Arts-and-Crafts-Bewegung und der neuen deutschen Regionalarchitektur, wollte Masó die Tradition der einheimischen Architektur mit neuen gedanklichen Ansätzen in Bezug auf die Struktur und die Ausschmückung von Gebäuden, die Inneneinrichtung und den Entwurf von Mobiliar verbinden. Der von ihm geleistete Beitrag wirkte sich in Katalonien entscheidend für die Übernahme von modernen Konzepten zur architektonischen Gestaltung von Wohngebäuden, zur Erneuerung des Handwerks, dem Erhalt des historischen Vermächtnisses und der Förderung kultureller Initiativen aus.

## Bedeutende Bauwerke (Auswahl)
- Farinera Teixidor, Girona (1910)
- La Casa Masó, Girona (1911)
- Escoles de Sarrià de Ter, Girona (1909/1910)
- Escoles de Vilablareix, Vilablareix (1912)
- Bloc Salieti (1914–1916)
- Casa Teixidor (La Punxa) (1918–1922)
- Casa Gispert-Saüch, Girona, (1921)
- Casa Omedes, Girona, (1924/1925)
- Castell Raïmat, Lleida, (1932–1935)